# 东宝·仲巴·白玛塔清
东宝·仲巴·白玛塔清（1968年12月—），俗名泽仁旺杰，男，藏族，四川九龙人，第十七世东宝·仲巴活佛。

## 生平
藏传佛教噶玛噶举派第十六世东宝·仲巴活佛圆寂后，甘孜藏族自治州稻城县邦坡寺高僧、第十六世东宝·仲巴活佛的经师八图喇嘛得知其圆寂的消息，乃祈请其早日转世，并请第十六世噶玛巴在正观中观察东宝·仲巴活佛何时转世，转世于何地。1970年某日，第十六世噶玛巴召来八图喇嘛，告之东宝·仲巴活佛已转世于康区南部山中一个两河交汇之所，他家后面为高山，屋前有一株古柏，他名字的藏文首字母为“嚓”。当时，因处于文化大革命期间，转世灵童的寻访工作只能搁置，等待将来回中国寻访的机会。
四川省九龙县内的呷尔河两侧群山交错，在呷尔河谷中部形成一巨大的海螺状，海螺顶在上游，海螺口朝向下游。在“海螺口”处的山梁之上，有“华丘村”（藏语，意为“大雁背上的铺子”），为当年第十六世东宝·仲巴活佛在九龙县驻锡之所，村民在此为其修建了华丘寺。在“海螺”中部距呷尔河不远的平坝上，有一座藏族为主的自然村查尔村。查尔村东部有嚓尔河（又译“查尔河”）。嚓尔河自北向南流入呷尔河，汇合后流向雅砻江。嚓尔村位于四川省九龙县内嚓尔河同呷尔河（又称“九龙河”）交汇之处。
泽仁旺杰生于嚓尔村。其父名叫央中扎西，汉姓王，是苯教帕布派（白苯）第十九代掌门人，擅长风水术、咒术。央中扎西与第十六世东宝·仲巴活佛有深交，受后者感化，遂在其苯教传承中融入佛教思想。央中扎西的妻子达瓦志玛是噶玛噶举派贡噶活佛的侄女。泽仁旺杰家有八个兄弟，泽仁旺杰排行第四。
泽仁旺杰3岁时，阿热寺的根桑·彭措秘密为其灌顶。此后十年，泽仁旺杰秘密跟随根桑·彭措学习文化及密法。后来，泽仁旺杰又依止瑜伽大师阿尼吾金学习空行母之密法，获得“空行密中密”传承。在朝拜大善知识喜绕俄热时，泽仁旺杰获赐法名“白玛塔清”。他还被大修行者噶玛顿珠收为入室弟子，秘密学习佛法近十年。1975年到1982年，他在四川省甘孜藏族自治州九龙县读书。1983年到1989年，在中国人民解放军35101部队服役。1989年8月正式出家。
1991年，一直在海外的大司徒活佛回到中国，在德格八蚌寺举办了为期三个多月的传法灌顶法事，期间还认定了几位活佛的转世灵童。当时，贡噶活佛的转世灵童一直未找到，贡噶活佛转世灵童寻访小组通过多方考证，认为泽仁旺杰为贡噶活佛的转世，乃将其请至八蚌寺，请大司徒活佛确认。大司徒活佛见到泽仁旺杰之后，认为泽仁旺杰为东宝·仲巴活佛的转世，并当即为泽仁旺杰赐法名“噶玛德列丹增”（一说大司徒活佛赐法名“噶玛益西尼玛赤列土登宁杰白桑布”）。
当时，四川省稻城县邦坡寺和卓杰寺的许多喇嘛均来八蚌寺参加大司徒活佛的法会，得知大司徒活佛认证了东宝·仲巴活佛的转世，便纷纷求见。邦坡寺和卓杰寺的大喇嘛依照噶玛噶举派活佛转世仪轨，对照第十六世东宝·仲巴活佛的预言，验证了泽仁旺杰的肉身灵异胎记，并进行了传统的考察，证明大司徒活佛认证无误，泽仁旺杰确系第十六世东宝·仲巴活佛的转世。泽仁旺杰依止大司徒活佛为根本上师，在八蚌寺接受一系列灌顶，获得历代东宝·仲巴活佛所持的大部分教法传承。
1991年4月，稻城县邦坡寺、卓杰寺的喇嘛将泽仁旺杰迎请至卓杰寺，由邦坡寺、卓杰寺的僧团代表大司徒活佛为他举行了坐床大典，他由此正式成为第十七世东宝·仲巴活佛，并成为邦坡寺、卓杰寺的寺主。
经云南省大理州宾川县人民政府批准，1993年初，东宝·仲巴活佛率弟子到鸡足山，为重建石钟寺奠基。当时，东宝·仲巴活佛的身份虽然已为教派内部认可，但尚未获得政府确认。
后来，云南省丽江市人民政府宗教部门以及广大僧俗信众请求第十七世噶玛巴证实第十七世东宝·仲巴活佛的身份。1995年藏历六月，第十七世噶玛巴下文确认泽仁旺杰为第十六世东宝·仲巴活佛的转世，并赐法名“南喀嘉措噶玛德列土登宁杰白桑布”，还颁发了认证书。宁玛派大成就者夏扎·桑杰多杰活佛也在此期间发表讲话，同意噶玛巴及大司徒活佛的认证，并称要给予第十七世东宝·仲巴活佛共与不共的教法传承。
1995年起，东宝·仲巴活佛数次赴印度、尼泊尔、不丹、锡金等圣地朝拜，并向大司徒活佛、杰曹活佛、夏扎活佛等请求噶玛噶举派和宁玛派教法的灌顶、口诀及教授，同时还拜会了萨迦派、格鲁派教法持有者，从而获得了藏传佛教各教派的教法传承。
1999年，甘孜藏族自治州宗教局颁发证书，聘任东宝·仲巴活佛为邦坡寺、卓杰寺住持。
1998年、2001年，东宝·仲巴活佛先后当选为第九届中甸县政协常委，第十届迪庆藏族自治州人大代表、委员。2000年至2003年，经地方宗教部门推荐，云南省党政有关部门讨论并通过决议，推荐东宝·仲巴活佛到北京的中国藏语系高级佛学院学习。
2001年，依照历史沿革，东宝·仲巴活佛驻锡云南丽江指云寺，任丽江地区十三大寺教主。2001年，东宝·仲巴活佛再次受到噶玛噶举派摄政大司徒活佛、三宝法王嘉察活佛和宁玛派大圆满持有者夏扎活佛的灌顶和教授，并在夏扎活佛座下闭关三个月。由于其教证圆通，获第十七世噶玛巴、四宝法王大司徒活佛、三宝法王嘉察活佛委任，管理噶玛噶举中国事务，颁发委任书并赐法印。
2006年4月，当选为丽江市佛协副会长。2008年1月，被任命为丽江市政协副主席。2009年，当选为丽江市佛协会长。
2010年2月，东宝·仲巴活佛当选为中国佛教协会第八届理事会常务理事。2015年4月，在中国佛教协会第九次全国代表会议上当选为第九届理事会副会长。他是第十、十一、十二届全国政协委员，代表宗教界，分入第五十一组。。